# Meadville (Missisipi)
Meadville – miasto w Stanach Zjednoczonych, w stanie Missisipi, siedziba administracyjna hrabstwa Franklin.